# Слобода кретања
Слобода кретања је замисао људских права који обухвата право појединаца на путовање од места до места на територији неке земље, као и право на напуштање земље и повратак у њу. Она не обухвата само посету места, већ промену места у ком појединац живи или ради.
Такво право предвиђено је уставима бројних држава и документима који одражавају норме међународног права. На пример, у члану 13. Универзалне декларације о људским правима наводи се да:
- грађанин државе у којој се он налази слободно може да путује, борави и/или ради у било ком делу земље у ком жели у границама поштовања слободе и права других,[3]
- и да грађанин има право и да напусти поједину земљу, рачунајући сопствену, и да се врати у своју земљу у било које време.[4]

Неки људи и организације залажу се за ширење слободе кретања на слободу миграције између земаља, као и унутар њих. Владе на различите начине ограничавају слободу кретања, а она се чак може разликовати на територији једне земље. Та ограничења углавном се темеље на оправдањима јавног здравља, реда или безбедности.